# Guzy neuroendokrynne przewodu pokarmowego
Guzy neuroendokrynne przewodu pokarmowego, guzy żołądkowo-jelitowo-trzustkowe, GEP NET (od ang. gastroenteropancreatic neuroendocrine tumors) – grupa nowotworów wywodzących się z komórek gruczołów endokrynnych lub rozsianych komórek endokrynnych. GEP NET stanowią podgrupę nowotworów neuroendokrynnych (NET), stanowiąc około 70% wszystkich guzów NET; wśród wszystkich guzów przewodu pokarmowego guzy neuroendokrynne stanowią około 2%. 

## Markery
W diagnostyce guzów neuroendokrynnych mają znaczenie następujące markery:
- nieswoiste
  - chromogranina A (CgA)
- swoiste
  - glukagon w surowicy (glucagonoma)
  - gastryna w surowicy i pH soku żołądkowego (gastrinoma)
  - insulina, glukoza, proinsulina, peptyd C we krwi (insulinoma)
  - serotonina w surowicy i kwas 5-hydroksyindolooctowy, w skrócie 5-HIAA (rakowiak).

## Podział
Guzy neuroendokrynne przewodu pokarmowego są różnorodną grupą nowotworów, klinicznie manifestującą się bardzo zmiennymi objawami, w zależności od typu nowotworu i jego lokalizacji. Klinicznie wyróżniamy następujące GEP NET:
- rakowiak (carcinoid)
- guz insulinowy (insulinoma)
- gastrinoma
- VIP-oma
- PP-oma
- glukagonoma
- somatostatinoma
- neurotensinoma
- grelinoma.